# Leucosilia jurinii
Leucosilia jurinii is een krabbensoort uit de familie van de Leucosiidae. De wetenschappelijke naam van de soort is voor het eerst geldig gepubliceerd in 1853 door Saussure.